# Digi Communications
 (avril 2022).
Améliorez-le ou discutez des points à vérifier. 
 (avril 2022).
Si vous disposez d'ouvrages ou d'articles de référence ou si vous connaissez des sites web de qualité traitant du thème abordé ici, merci de compléter l'article en donnant les références utiles à sa vérifiabilité et en les liant à la section « Notes et références ».
Digi Communications N.V., également connue sous le nom de Groupe DIGI, est une entreprise leader[réf. nécessaire] dans le domaine des télécommunications, avec des racines en Roumanie et des activités également en Espagne, en Italie, au Portugal et en Belgique. La société a son siège social actuel aux Pays-Bas et son siège de gestion effective en Roumanie. Digi a été fondée par Zoltán Teszári, qui est l'actionnaire majoritaire, et est cotée à la Bourse de Bucarest depuis le 16 mai 2017.
L'année 2023 a marqué des réalisations significatives en Espagne[réf. nécessaire], une expansion continue en Roumanie et la préparation pour les futurs lancements au Portugal et en Belgique. DIGI a étendu ses réseaux de fibre optique en Espagne pour couvrir plus de 8,7 millions de foyers[réf. nécessaire]. En Roumanie, elle a maintenu un rythme rapide dans le déploiement de la technologie 5G et a également introduit des services 5G en Espagne.
Les revenus du Groupe et autres revenus ont augmenté de 13%, atteignant 1,7 milliard d'euros, tandis que les unités RGU en Roumanie et en Espagne ont augmenté de 15%, atteignant 23,8 millions d'unités, et l'EBITDA ajusté a atteint 592 millions d'euros.[réf. nécessaire]

## Concurrence
Dans la plupart des villes, il n'y a pas de concurrent sérieux.[réf. nécessaire] Cependant, il existe d'autres compagnies avec des projets ambitieux[non neutre] comme Astral Telecom, détenue par UPC.[réf. nécessaire]
Plus récemment[Quand ?], Romtelecom propose des offres ADSL, plus chères et adaptées aux personnes qui ne sont pas encore en zone couverte par le câble ou par la fibre optique.[réf. nécessaire] Romtelecom ne dispose pas encore de l'infrastructure nécessaire pour un déploiement massif de l'ADSL, à la différence de RDS et RCS.
Cependant, l'Internet par téléphone permet à Romtelecom de gagner de l'argent sans même investir dans des technologies nouvelles, ce qui explique partiellement le retard pris par l'ADSL sur fibre optique ou sur câble de cuivre.[réf. nécessaire]